# タダイ
タダイと呼ばれるユダあるいはユダ・タダイ、ユダ・タデオ、聖ユダは新約聖書に現れるイエス・キリストの弟子（使徒）の一人。タデウス、ファディとも表記される。
『マタイによる福音書』、『マルコによる福音書』で「タダイ」と記された人物と、『ルカによる福音』において「ヤコブの子ユダ」と記された人物がおり、伝統的にこの二つの名前が同一人物のものとして解釈されてきた。イエスを裏切ったイスカリオテのユダとは別人である。

## 概説
タダイと呼ばれるユダについての伝承は混乱している。小ヤコブの兄弟であったともイエスの親族（「主の兄弟」）だったともいわれる。いっぽうで主の兄弟ユダとユダ・タダイは別人であるとする伝承もある。
タダイと呼ばれるユダは、西方ではイエスを裏切って自殺したイスカリオテのユダとの混同を避けるために意図的に軽視されてきたようで、「忘れられた聖人」とさえ呼ばれた。それは西方の信徒たちがユダの名において祈りを捧げるのを避けたためであった。西方ではユダは敗北者の守護聖人になっている。
一方、タダイは伝承ではバルトロマイとともにアルメニアに宣教したとされ、この地方では篤く崇敬される。アルメニア使徒教会の名は、「タダイとバルトロマイによって建てられた教会」を自負するところから来ている。
新約聖書ではタダイと呼ばれるユダに関する記述は少ないため、以下の情報はほとんど伝承によるものである。
イエスの出身地と同じ地方であるガリラヤのパネアス生まれのユダは、イエスに従った婦人の一人（クレオパの妻）マリアの子であったという。父クレオパはキリストの復活をおそれずに述べ伝えたために殺害されたという。ユダの兄弟の一人である（小）ヤコブは初期からイエスに従った弟子であった。小ヤコブは一部の伝承において『使徒言行録』等に現れる主の兄弟ヤコブと同一視され、「主の兄弟ユダ」とユダ・タダイの同一視が生じる。ここでは、彼らの母クレオパのマリアが聖母マリアの従姉妹であるとされ、このことが「主の兄弟」つまりイエスの親族という呼称の根拠であるとされる。この伝承は主に西方で流布している。
一方で、東方の伝承には、主の兄弟とはナザレのヨセフの子でイエスの異母兄であるとする伝承系統があり、ここではユダ・タダイは主の兄弟とはみなされない。
イエスの親族（主の兄弟）ユダは後に結婚して子供をもうけたようで、95年ごろに生存していたユダの子孫についての言及がある。
古代の資料では主の兄弟ユダがユダヤ、サマリア、イドマヤ、シリア、メソポタミアからリビアで福音を宣教したとされ、62年にエルサレムに戻って兄弟シメオンのエルサレム司教としての任命において協力したといわれている。このユダは兄弟シモンと共にペルシャで殉教したのではないかと考えられている。伝説では彼の遺骸はローマに運ばれ、現在のサン・ピエトロ大聖堂の場所に埋葬されたという。
ユダの絵は、しばしば光冠を伴って描かれるが、これはユダが他の使徒たちと共に聖霊降臨において聖霊を受けたことを示している。

## 信仰
西方で「忘れられた聖人」ユダへの信心が盛んになったのは、1800年代に入ってからである。それはイタリアとスペインで起こり、南アメリカを経由して1920年代にシカゴからアメリカ合衆国全体へと広がっていった。（聖ユダはシカゴ警察の守護聖人である。）聖ユダへの九日間の祈りは特にヨーロッパからアメリカへ渡った移民たちによって世界恐慌から第二次世界大戦にいたる困難な時期によく唱えられていた。
1001のランプが組み込まれた世界最大のオイルランプはインドのケーララ州クータットゥクラム (Koothattukulam) の聖ユダ教会に設置されている。聖タダイの記念日はカトリック教会では10月28日であり、正教会では6月19日に祝われている。

## タダイの名が登場する作品

### 映画
- マイ・ボディガード（2004年）
- きみがくれた未来（2010年）